# Quartet de corda núm. 2 (Weinberg)
El Quartet de corda núm. 2, op. 3 i op. 145, va ser compost per Mieczysław Weinberg a Minsk entre el 25 de novembre de 1939 i el 13 de març de 1940, i revisat el 1987. El va estrenar a Taixkent el 2 de desembre de 1941 per membres del Conservatori de Leningrad. El va dedicar a Sarra Kotlitskaia i Ester Weinberg, la mare i la germana del compositor.

## Moviments
- I.Allegro
- II Andante
- III Allegretto
- IV Presto

## Origen i context
El segon quartet de corda de Weinberg, creat durant la seva estada a Minsk després de l'atac nazi a Polònia, revela la seva habilitat compositiva als vint anys. Amb l'ajuda de Vassili Zolotariov, Weinberg va fer la transició de pianista a compositor. Aquesta obra, dedicada a la seva mare i germana, mostra una combinació sorprenent d'alegria inicial i una atmosfera seriosa i introspectiva, les quals moririen en un camp de concentració.
Weinberg combina textures lleugeres i un ambient relaxat amb la densitat i el dramatisme del quartet anterior, especialment en el vibrant Presto final. L'obra va ser minuciosament revisada el 1986, influint en la seva Simfonia de cambra núm. 1. Tant el Quartet de corda núm. 2 com la Simfonia de cambra comparteixen l'opus 145. Aquesta revisió potser també va marcar el Quartet de corda núm. 17.

## Música
Segons Fanning, el Quartet núm. 2 s’inscriu en una línia històrica que va des del neoclassicisme elegant però apassionat de la Serenata per a corda de Txaikovski o la Suite Holberg de Grieg fins a l’escriptura més angoixada, fins i tot brutal, del Divertimento de Bartók i la Simfonia núm. 2 de Honegger.